# Saka (Marroc)
Saka (àrab: صاكة, Ṣāka) és un municipi rural de la província de Guercif de la regió de L'Oriental al Marroc. Segons el cens de 2014 tenia una població total de 21.048 persones.